# Alphons Nobel
Alphons Nobel (* 14. Mai 1895 in Fulda; † 1972) war ein deutscher Historiker, Schriftsteller, Publizist und Journalist.

## Leben
Der Bruder Johannes Nobels studierte in Berlin, Frankfurt am Main und Kiel. Er nahm am Ersten Weltkrieg teil. 1919 wurde er Sekretär Carl Sonnenscheins. Nach der Promotion zum Dr. rer. pol. 1920 in Kiel bei Bernhard Harms wurde er 1922 Schriftleiter der Zeitschrift Der Deutsche, 1928 Hauptschriftleiter derselben und 1932 Leiter der Augsburger Postzeitung. Von 1939 bis 1945 leistete er Wehrdienst (zuletzt Major im OKW). Von 1949 bis 1952 war er Chefredakteur der Ruhr-Nachrichten. Danach war er freier Schriftsteller.

## Werke (Auswahl)
- Frau von Stein - Goethes Freundin und Feindin. Frankfurt 1939.
- Deutsche Geschichte. Von der Vorzeit bis zur Gegenwart. Bonn 1963.
- Lösung unbekannt. Rätsel der Weltgeschichte. Bonn 1966.
- Neues Kalenderbuch. Einhundertsechsunddreißig Geschichten aus der Geschichte, eingefügt in den Jahreslauf, bunt gemischt, unverfälscht und ohne Umschweife erzählt. Bonn 1969.
- Charlotte von Stein. Goethes unerfüllte Passion. München 1985, ISBN 3-453-55128-1.